# ReConFort
Das Forschungsprojekt ReConFort (Reconsidering Constitutional Formation, Constitutional Communication by Drafting, Practice and Interpretation in 18th and 19th Century Europe) ist ein durch den Europäischen Forschungsrat mit einem Advanced Grant in Höhe von 1,9 Millionen Euro gefördertes Forschungsprojekt von Ulrike Müßig an der Universität Passau.

## Inhalt
Im Rahmen des Projekts forschten Wissenschaftler aus Australien, Belgien, Deutschland, Großbritannien, Italien, Polen und Spanien unter der Leitung von Ulrike Müßig an der Universität Passau zur Europäischen Verfassungsgeschichte.
Das Team beschäftigte sich mit den Verfassungsdebatten des 18. und 19. Jahrhunderts in fünf europäischen Ländern (Belgien, Deutschland, Italien, Polen und Spanien). Aufgabe des Projekts war es, die grenzüberschreitenden Wechselwirkungen zwischen Verfassungsprozess und öffentlichen Debatten im Europa des späten 18. und 19. Jahrhunderts zu untersuchen. ReConFort konzentriert sich auf den öffentlichen Diskurs in fünf Fallstudien, dem polnischen Sejm (1788–1792), den spanischen Cortes (1812), dem belgischen Nationalkongress (1830–1831), dem Frankfurter Parlament (1848–1849) und dem italienischen Parlamento Subalpino (1861). Gegenstand der Betrachtung war insbesondere die Verfassungsgebung als Zusammenspiel von Verfassungstext, gesellschaftlichem Kontext, politischer Praxis und Interpretation. Das Projekt konnte hierbei nachweisen, dass die Kommunikation über Verfassung ebenso verfassungsbildendende Bedeutung zukommt, wie dem geschriebenen Text. Die Untersuchung der Verfassungsprozesse des späten 18. und 19. Jahrhunderts stützte sich dabei unter anderem auf noch weitgehend unbekannter Primärquellen (grenzüberschreitende Korrespondenzen und publizistische Aktivitäten wichtiger Verfassungsakteure, einschließlich Exilliteratur, sowie regionalen/nationalen und grenzüberschreitenden Verfassungsjournalismus in öffentlichen Medien).

## Publikationen
Aus dem Projekt ReConFort sind mehrere Publikationen hervorgegangen, die sich mit gemeinsamen Werten europäischer Verfassungstradition befassen:
- Ulrike Müßig (Hrsg.): Reconsidering Constitutional Formation I National Sovereignty. Springer, 2016, ISBN 978-3-319-42405-7.
- Ulrike Müßig (Hrsg.): Reconsidering Constitutional Formation II - Decisive Constitutional Normativity. Springer, 2018, ISBN 978-3-319-73037-0.
- Sovereignty and Constitution: historical issues and contemporary perspectives / Sovranità e Costituzione: nodi storici e prospettive contemporanee, Giornale di storia costituzionale / Journal of Constitutional History. 2017, ISBN 978-88-6056-550-1.
- Justiciability of power / Giustiziabilità del Potere, Journal of Constitutional History / Giornale di storia costituzionale. 2019, ISBN 978-88-6056-612-6.
- Ulrike Müßig: Reason and Fairness. Brill, 2019, ISBN 978-90-04-39372-1.

Daneben sind die Ergebnisse der Recherchen online über eine Datenbank mit 650 historischen Dokumenten aus der Zeit von 1770 bis 1870 abrufbar. Enthalten sind dabei nicht nur die behandelten Verfassungstexte, sondern auch Briefe und journalistische Veröffentlichungen die in die Forschung mit eingeflossen sind.